# Daniar Kaisanov
Daniar Kaisanov (18 luglio 1993) è un lottatore kazako, specializzato nella lotta libera.

## Palmarès
| Anno | Manifestazione  | Sede                 | Evento | Risultato | Note |
| ---- | --------------- | -------------------- | ------ | --------- | ---- |
| 2013 | Mondiali junior | Sofia                | 66 kg. | 8º        |      |
| 2018 | Asiatici        | Biškek               | 74 kg. | Bronzo    |      |
| 2018 | Giochi asiatici | Giacarta e Palembang | 74 kg. | Argento   |      |
| 2019 | Asiatici        | Xi'an                | 74 kg  | Oro       |      |
| 2019 | Mondiali        | Nur-Sultan           | 74 kg  | Bronzo    |      |
| 2020 | Asiatici        | Nuova Delhi          | 74 kg  | Oro       |      |